# Atyria castina
Atyria castina là một loài bướm đêm trong họ Geometridae.